# تشوي إيون-كيونغ
تشوي إيون-كيونغ (هانغل: 최은경) هي متزلجة على مسار قصير كورية جنوبية، ولدت في 26 ديسمبر 1984 في دايغو في كوريا الجنوبية.

## وصلات خارجية
- تشوي إيون-كيونغ على موقع ShortTrackOnLine.info (الإنجليزية)
- تشوي إيون-كيونغ على موقع اللجنة الأولمبية الدولية (الإنجليزية)
- تشوي إيون-كيونغ على موقع أوليمبيديا (الإنجليزية)